# Kąty-Miąski

Kąty-Miąski (prononciation : [ˈkɔntɨ ˈmjɔ̃ski]) est un village polonais de la gmina de Strachówka dans le powiat de Wołomin de la voïvodie de Mazovie dans le centre-est de la Pologne.

## Histoire
De 1975 à 1998, le village appartenait administrativement à la voïvodie de Siedlce.